# Центральна міська бібліотека ЦБС Шевченківського району м. Харків
Центральна міська бібліотека централізованої бібліотечної системи Шевченківського району м. Харкова — головна бібліотека ЦБС Шевченківського району міста Харкова, очолює систему публічних бібліотек міста. Провідний просвітницький, культурний, інформаційний центр міста, методичний центр для публічних бібліотек міста й головна. Заснована у 1934 році. Входить до системи бібліотек Міністерства культури України, мережі публічних бібліотек Харкова, підпорядковується Департаменту культури Харківської міської ради, Відділу культури по Шевченківському району Департаменту культури Харківської міської ради.
Щорічно бібліотека обслуговує близько 6 тис. користувачів, видається понад 107 тис. примірників літератури, кількість відвідувань становить понад 41 тис. Документний фонд налічує 112 тис. прим. Більшість у ньому складають художня література та література гуманітарного напрямку. Щороку бібліотек передплачує понад 100 назв періодичних видань.

## Історія
Відкрита 1934 року, під назвою «12-та районна бібліотека». Розташовувалась на нинішній вулиці Леся Курбаса, була єдиною для жителів районів: Нагірного, Шатилової Дачі, Олексіївки. Одна з перших бібліотек Харкова, що відкрилися під час Другої світової війни, 30 вересня 1943 року.
З 1 лютого 1974 року має назву «Центральна міська бібліотека для дорослих імені В. Г. Бєлінського». У 1975 році державні масові бібліотеки Дзержинського району об'єдналися в єдину мережу — ЦБС, яку очолила Центральна міська бібліотека.
З 1977 року в ЦБС Дзержинського району увійшли бібліотеки для дітей. З 1 березня 2010 року в бібліотеці відкрито Інтернет-зал.
30 квітня 2024 позбавлена імені Бєлінського у назві, в межах процесів деколонізації, що розпочалися після російського військового вторгнення в Україну.

## Структура
Адміністрація, методико-інноваційний відділ, інформаційно-бібліографічний відділ, відділ обслуговування (абонемент, читальний зал з Інтернет-залом), відділ комплектування та обробки літератури.
Загальна кількість працівників за штатним розписом складає 26 особи.
До складу ЦБС Шевченківського району входять:
- Центральна міська бібліотека
- Центральна дитяча бібліотека
- Філія «Бібліотека сімейного читання» ЦБС Шевченківського района
- Філія № 11 сімейного читання ім. О. Довженка
- Філія № 35 для дітей та юнацтва
- Філія № 17 для сліпих ім. Л. Гіршмана
- Філія № 22 для дорослих

## Довідково-пошуковий апарат
Генеральний алфавітний каталог, читацький алфавітний каталог, читацький систематичний каталог, краєзнавчий каталог, періодична картотека статей). З 2007 р. ведеться «Електронний каталог Корпоративної мережі публічних бібліотек міста Харкова», що інформує про фонди публічних бібліотек м. Харкова. Його обсяг — більше 90 тис. бібліографічних записів.
З 2016 року Електронний каталог доступний користувачам Інтернету.

## Дозвільна і просвітницька діяльність
Протягом п'яти років ЦМБ Шевченківського району проводить літературний конкурс духовно-філософської та громадянської поезії (прози) «Людина. Доля. Епоха». Також щорічно видається альманах «Людина. Доля. Епоха».
В бібліотеці працюють літературно-музична вітальня «Слобожанщина», де відбуваються зустрічі з письменниками, науковцями, краєзнавцями, і музикантами Харкова, діють клуби «Собеседник», «Лада», «Литterra», «Нива». На задоволення потреб в царині права населення на базі бібліотеки і бібліотек ЦБС Дзержинського району діють інтерактивні центри служби інформаційної допомоги громадянам «Громада - бібліотека - влада».

## Послуги
- Комп'ютерний лікнеп
- Користування:
  - електронною поштою;
  - соціальними мережами;
  - Skype

## Зображення

фасад будівлі